# Cristian Omar Díaz
Cristian Omar Díaz (San Miguel de Tucumán, Tucumán; 3 de noviembre de 1986) es un futbolista argentino que juegadelantero.

## Trayectoria

#### San José
Debutó con el San José el 1 de marzo de 2009 en una victoria en casa por 4-2 ante Real Mamoré, donde además marcó su primer gol. El 30 de mayo marcó su primer cuadruplete en la victoria por 4-3 ante el Bolívar. Marcó el último gol con San José el 3 de junio de 2010 ante Jorge Wilstermann. Disputó su último partido con el club el 25 de junio de 2010 en el empate sin goles en casa contra The Strongest.

## Clubes
| Club                              | País      | Año         |
| --------------------------------- | --------- | ----------- |
| Gimnasia (Concepción del Uruguay) | Argentina | 2005 - 2006 |
| Central Norte                     | Argentina | 2006 - 2007 |
| Boca Unidos                       | Argentina | 2008        |
| La Florida                        | Argentina | 2008        |
| San José                          | Bolivia   | 2009 - 2010 |
| Śląsk Wrocław                     | Polonia   | 2010 - 2013 |
| Real Potosí                       | Bolivia   | 2014        |
| San José                          | Bolivia   | 2014 - 2015 |
| Deportivo Morón                   | Argentina | 2015        |
| San Jorge                         | Argentina | 2016        |
| Atlético Laguna Blanca            | Argentina | 2016 - 2017 |
| Concepción                        | Argentina | 2017 - 2018 |
| Mitre (Santiago del Estero)       | Argentina | 2018        |

### Hat-tricks en su carrera
| 1 | 30 de mayo de 2010 | Estadio Jesús Bermúdez, Oruro | San José - Bolívar |  | 4 - 3 | Torneo Apertura 2010 (Bolivia) |

## Palmarés

### Títulos nacionales
| Título      | Club          | País    | Año     |
| ----------- | ------------- | ------- | ------- |
| Ekstraklasa | Śląsk Wrocław | Polonia | 2011/12 |

### Distinciones individuales
| Distinción                                                   | Año           |
| ------------------------------------------------------------ | ------------- |
| Máximo goleador de la Primera División de Bolivia (9 goles)  | Clausura 2009 |
| Máximo goleador de la Primera División de Bolivia (18 goles) | Apertura 2010 |